# Вулька-Заленська (Пясечинський повіт)
Вулька-Заленська (пол. Wólka Załęska) — село в Польщі, у гміні Ґура-Кальварія Пясечинського повіту Мазовецького воєводства.
Населення — 255 осіб (2011).
У 1975-1998 роках село належало до Варшавського воєводства.

## Демографія
Демографічна структура станом на 31 березня 2011 року:
|          | Загалом | Допрацездатний вік | Працездатний вік | Постпрацездатний вік |
| -------- | ------- | ------------------ | ---------------- | -------------------- |
| Чоловіки | 122     | 23                 | 90               | 9                    |
| Жінки    | 133     | 30                 | 78               | 25                   |
| Разом    | 255     | 53                 | 168              | 34                   |